# Petit lac Saint-François (sjö i Kanada, Estrie)
Petit lac Saint-François är en sjö i Kanada.   Den ligger i regionen Estrie och provinsen Québec, i den sydöstra delen av landet, 290 km öster om huvudstaden Ottawa. Petit lac Saint-François ligger 200 meter över havet. Arean är 0,85 kvadratkilometer. Den sträcker sig 1,6 kilometer i nord-sydlig riktning, och 1,2 kilometer i öst-västlig riktning.
Omgivningarna runt Petit lac Saint-François är en mosaik av jordbruksmark och naturlig växtlighet. Runt Petit lac Saint-François är det mycket tätbefolkat, med 1 056 invånare per kvadratkilometer.